# 幫助

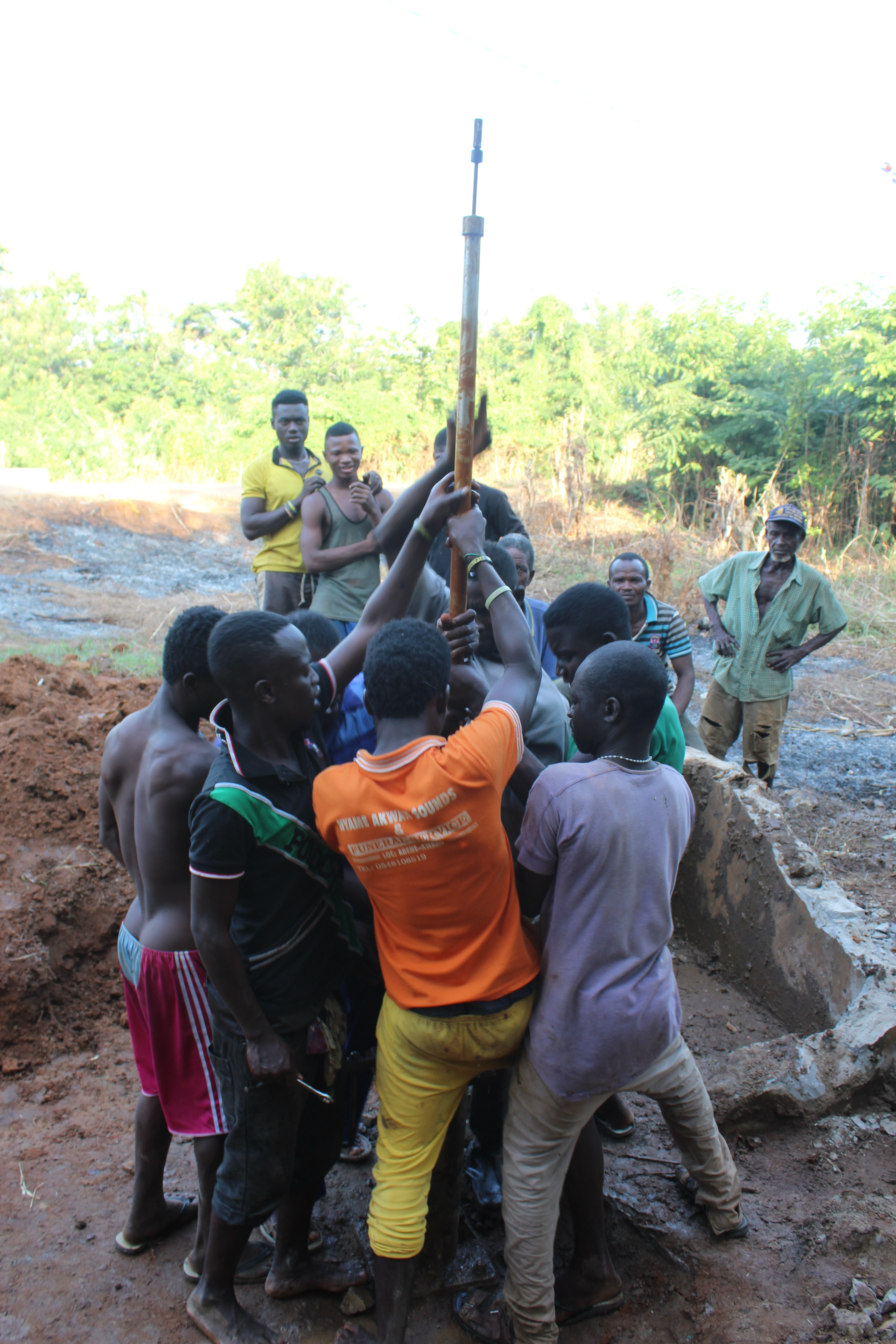
非洲的工人和志愿者们在帮忙

幫助是指替人做事情或給予他需要的支援。幫助，必定是對於被幫助的一方，給予有需要的支援，且必然有正向增益的效果，比如說，不可將「一起為非作歹」、「有做跟沒做都沒有差別」或是「有做還不如沒做」，稱之為幫助。亦可作「幫忙」或「協助」。

於電腦裡，「幫助」也可作「疑難排解」。
有研究指出，幫助別人能令自己感到快樂。